# جيمس ألبرت ويلز
جيمس ألبرت ويلز (بالإنجليزية: James Albert Wales)‏ هو رسام كارتون وصحفي أمريكي، ولد في 30 أغسطس 1852 في كلايد في الولايات المتحدة، وتوفي في 6 ديسمبر 1886 في نيويورك في الولايات المتحدة.